# Ernst Friedrich (Baden-Durlach)

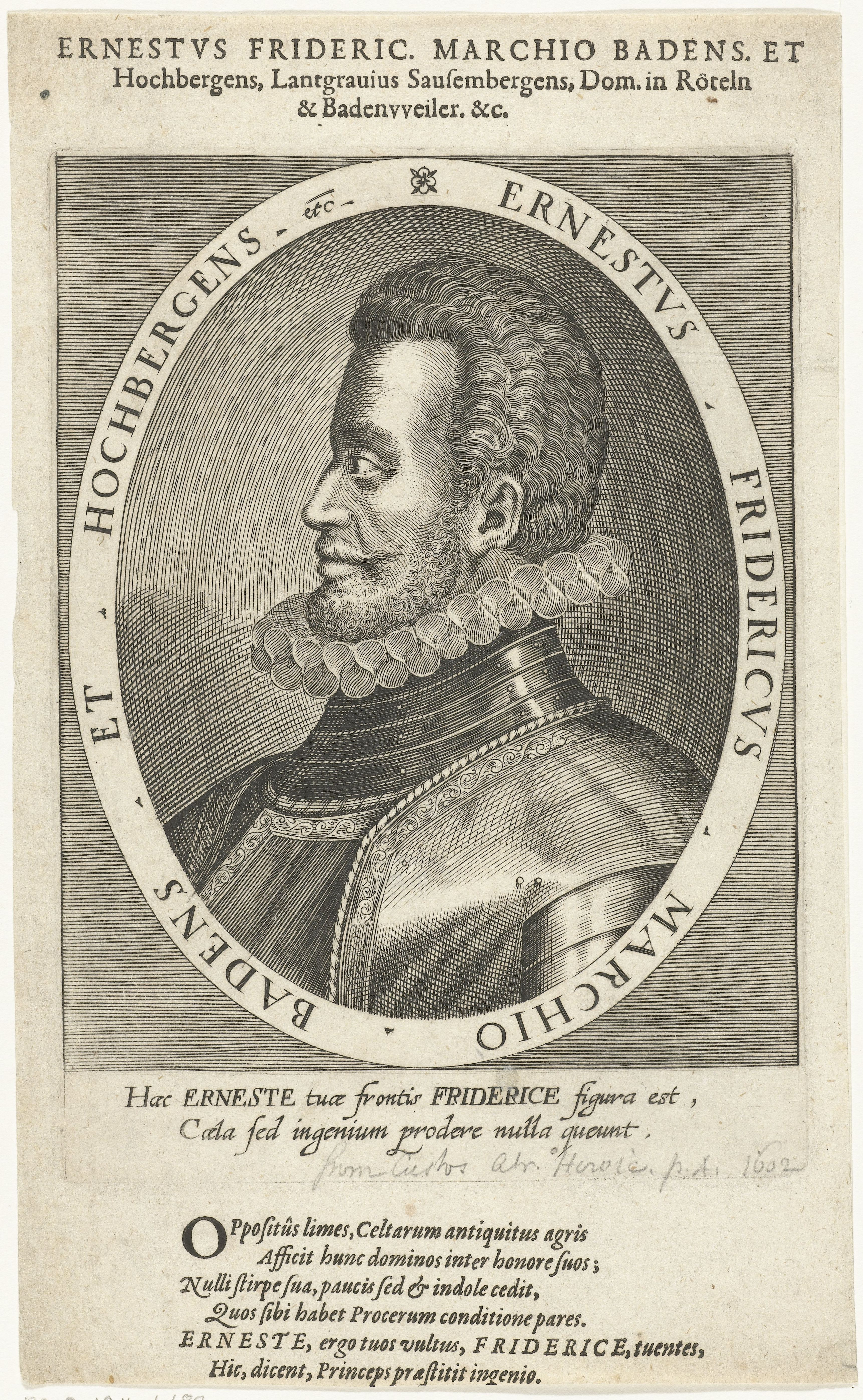
Markgraf Ernst Friedrich von Baden-Durlach – Kupferstich

Ernst Friedrich von Baden-Durlach (* 17. Oktober 1560 in Durlach; † 14. April 1604 in der Burg Remchingen) übernahm nach seiner Volljährigkeit 1584 die Regierung des nördlichen Teils der Markgrafschaft Baden-Durlach. Er förderte die Bildung des ersten gymnasium illustre in der Markgrafschaft. Durch seinen Versöhnungsversuch zwischen Luthertum und Calvinismus sowie der versuchten Okkupation der Markgrafschaft Baden-Baden, löste er schwere Konflikte – auch mit dem Kaiser – aus, deren Folgen die untere Markgrafschaft Baden-Durlach schädigten und letztlich auch zu Gebietsverlusten führten.

## Leben
Ernst Friedrich war der älteste Sohn des Markgrafen Karl II. von Baden-Durlach und der Anna von Veldenz. Ab 1577 erhielt er seine Erziehung am Hof seines lutherischen Vormundes Ludwig von Württemberg.

### Die vormundschaftliche Regierung 1577–1584
Seit dem Tod seines Vaters († 1577) hatte eine Vormundschaftsregierung mit seiner Mutter Anna, Kurfürst Ludwig VI. von der Pfalz (bis 1583), Herzog Philipp Ludwig von Pfalz-Neuburg und Herzog Ludwig von Württemberg („der Fromme“) die Regierungsgeschäfte wahrgenommen, wobei Ernst Friedrich ab seinem 20. Geburtstag an den Sitzungen der Vormundschaftsregierung teilnahm. Seine Vormünder unterzeichneten in Ernst Friedrichs Namen die Konkordienformel von 1577 und das Konkordienbuch von 1580.

### Die Landesteilung
Da Ernst Friedrich und der zweitälteste Sohn Karl II., Jakob, eigene Herrschaftsgebiete wollten und das Testament Karls II., das eine Landesteilung untersagte, nicht unterschrieben und besiegelt war, kamen die verbliebenen Vormünder den Forderungen der Söhne nach, und Ernst Friedrich erhielt die untere Markgrafschaft mit den Hauptorten Durlach und Pforzheim.
Seine Brüder Jakob und Georg Friedrich erhielten ebenfalls Landesteile, so dass das Land über die bestehende Teilung in Baden-Durlach und Baden-Baden hinaus weiter aufgeteilt war. Die Markgrafschaft Baden-Hachberg fiel 1590 nach dem Tod Jakobs an Ernst Friedrich zurück. So konnte sein Bruder Georg Friedrich nach Ernst Friedrichs Tod wieder die gesamte Markgrafschaft Baden-Durlach vereinigen.

### Ehe
Markgraf Ernst Friedrich heiratete am 21. Dezember 1585 Anna von Ostfriesland (* 26. Juni 1562; † 21. April 1621), die Tochter des Grafen Edzard II. von Ostfriesland und Witwe seines Vormundes Kurfürst Ludwig VI. von der Pfalz. Aus der Ehe gingen keine Kinder hervor.

### Der Förderer des Gymnasiums Illustre

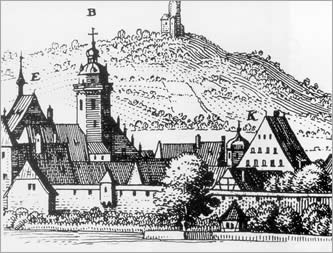
Gymnasium illustre in Durlach (Gebäude rechts im Bild) um 1643 von M. Merian

Bereits Karl II. hatte neben der in Pforzheim (Residenzstadt bis 1565) bestehenden Mittelschule in seiner neuen Residenzstadt Durlach eine Mittelschule begründet, die aus dem Ertrag des ehemaligen Klostergutes Gottesaue finanziert wurde. Unterrichtet wurden nur Knaben und zwar in Religion, Latein und Griechisch, die Fortsetzung der höheren Ausbildung erfolgte an der Universität Basel. Für begabte Kinder aus der ganzen Markgrafschaft war der Mittelschule auch ein Alumnat (Internat) angeschlossen. Unter der vormundschaftlichen Regierung erfolgte 1583 die Stiftung des Gymnasium Illustre zu Durlach, wobei die drei lutherischen Fürsten in der Vormundschaftsregierung auf Erfahrungen in ihren eigenen Herrschaftsgebieten zurückgreifen konnten. Die Mittelschule wurde zum Gymnasium ausgebaut mit dem Ziel, die Universitätsausbildung durch eine bessere Vorbereitung abzukürzen und damit auch Geldmittel im eigenen Land zu halten. Zudem sollte das Gymnasium den Universitätsbesuch für angehende Pfarrer ersetzen. Die Kontrolle über die Ausbildung der Pfarrer war in Zeiten des Augsburger Religionsfriedens ein Politikum ersten Ranges.
1586 wurde der für die Unterbringung des Gymnasiums erstellte Neubau durch Ernst Friedrich eröffnet, Aufbau und Lehrplan der Schule folgten dem Konzept von Johannes Sturm, das dieser bereits in Straßburg und Lauingen eingeführt hatte.

### Ernst Friedrich als Vormund
1584 übernahm Ernst Friedrich zusammen mit seinem Bruder Jakob und seiner Mutter die Vormundschaft für seinen jüngsten Bruder Georg Friedrich.
Nach dem Tod seines Bruders Jakob (1590) übernahm er die Vormundschaft für dessen Kinder. Jakobs Stammhalter, Ernst Jakob, der wenige Tage nach dem Tod Jakobs geboren wurde, wurde evangelisch getauft und auch die beiden Nichten, Anna und Jakobäa, wurden evangelisch erzogen. Sie blieben, auch nachdem sie volljährig waren, dem evangelischen Glauben treu. Die Konfessionen kämpften um jedes Fürstenkind, um ihre Machtbasis zu stärken. Entsprechend entspann sich um die Vormundschaft ein Rechtsstreit, in dessen Verlauf Ernst Friedrich mit der Reichsacht bedroht wurde und er seinerseits die Unterstützung der evangelischen Reichsstände suchte und erhielt. 1601 legte Ernst Friedrich gleichwohl die Vormundschaft nieder, da er mit dem Kaiser bereits wegen der oberbadischen Okkupation im Konflikt lag und sich durch sein Nachgeben eine gewisse Entlastung erhoffte.

### Die oberbadische Okkupation
Am 21. November 1594 besetzte er die Markgrafschaft Baden-Baden (Oberbadische Okkupation) seines Vetters Eduard Fortunat von Baden militärisch, da dieser die Markgrafschaft überschuldete.

### Der gescheiterte Versöhner

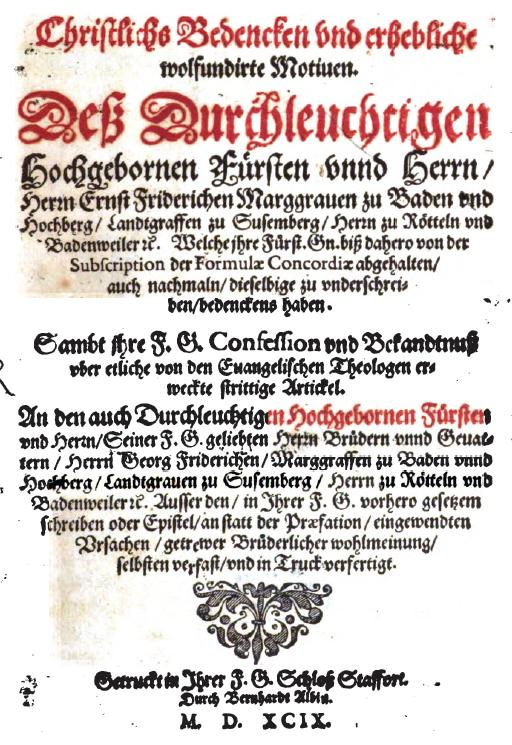
Stafforter Buch – Das Kalvinistische Glaubensbekenntnis des Markgrafen Ernst Friedrich von Baden-Durlach (1599)

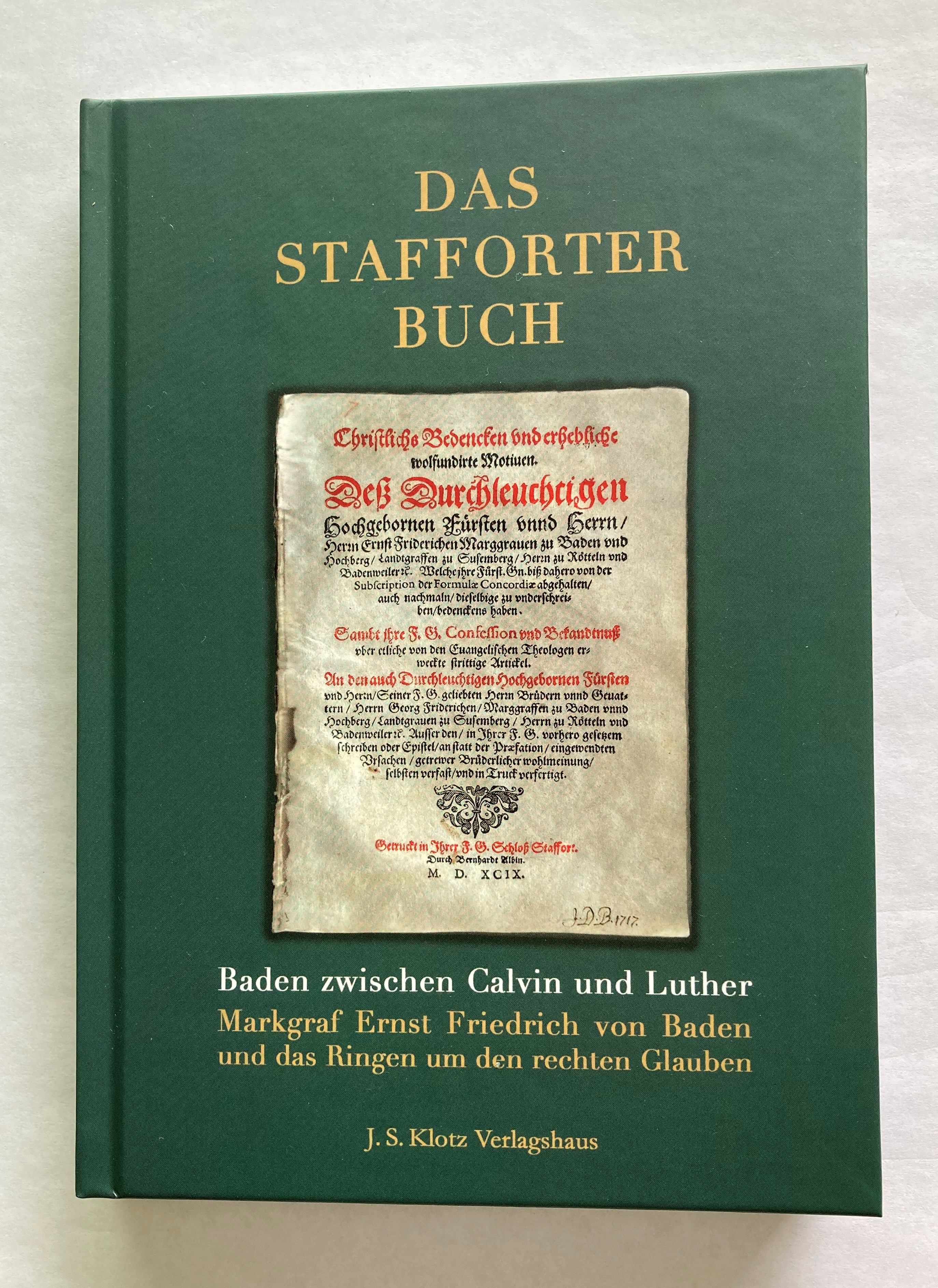
Das Stafforter Buch in aktueller Sprache – J. S. Klotz Verlagshaus

Ernst Friedrich weigerte sich bei seiner Amtsübernahme 1584 – wie sein Bruder Jakob –, die Konkordienformel – das lutherische Glaubensbekenntnis – zu unterschreiben, und tendierte zur Versöhnung mit der reformierten Kirche. Im Jahre 1599 ließ er auf Schloss Staffort ein neues evangelisches Glaubensbekenntnis drucken, das als Versuch gilt, die lutherische mit der calvinistischen Lehre zu vereinen (das Stafforter Buch). Erst 222 Jahre (1821) später kam es in Baden zur Union von lutherischer und reformierter Kirche und Gründung der Evangelischen Landeskirche in Baden.

#### Das Stafforter Buch
Der Begriff „Stafforter Buch“ umfasst zwei Druckschriften, die 1599 erschienen und nach dem Druckort Schloss Staffort die gemeinsame Bezeichnung „Stafforter Buch“ erhielten.
Der erste Teil hat den Titel „Christlichs Bedencken und erhebliche wolfundirte Motiven deß Durchleuchtigen Hochgebornen Fürsten unnd Herrn Herrn Ernst Friderichen Marggraven zu Baden und Hochberg …“ etc. und enthält ab Seite 359 auch den angefügten zweiten Teil; der zweite Teil der mit einer zusätzlichen Einleitung auch gesondert gedruckt und 1601 nochmals in Heidelberg aufgelegt wurde, trägt den Titel: „Kurtze vnd Einfeltige ausser Gottes Wort vnd der Alten Christglaubigen Kirchen gestalte Bekandnuß …“.
Das Stafforter Buch bestreitet diverse Artikel der lutherischen Konkordienformel und ist eine Streitschrift gegen die Lutheraner – die Katholiken werden hingegen in dieser Schrift nicht direkt angegriffen. Es ist strittig, ob Ernst Friedrich der alleinige Verfasser ist, nur die Grundgedanken selbst formuliert und die Detailausarbeitung reformierten Theologen überlassen hat oder solche das Werk gänzlich geschrieben haben und Ernst Friedrich das Buch nur unter seinem Namen publizieren ließ.
Anlass zu diesem Buch war Ernst Friedrichs Bedürfnis, Pfarrern und Lehrern in seinem Herrschaftsgebiet einen einheitlichen Leitfaden zu geben, was lokal auf Widerstand stieß, sobald Sanktionen gegen lutherische Pfarrer ergriffen wurden, die dem Leitfaden nicht folgen wollten. Zudem wollte Ernst Friedrich seinen lutherischen Bruder Georg Friedrich für seine reformierten Ideen gewinnen, was allerdings völlig fehlschlug.
Überdies wollte Ernst Friedrich mit der Publikation unter seinem Namen allen Gerüchten, er wolle wie 1590 sein Bruder Jakob zum Katholizismus übertreten, vehement entgegentreten.

#### Ernst Friedrichs Streit mit Pforzheim
Der Markgraf versuchte durch die Besetzung von Pfarrstellen mit Calvinisten und die Abberufung strenger Lutheraner das reformierte Glaubensbekenntnis in der Bevölkerung zu verbreiten, wobei er auf Widerstand stieß. Insbesondere die Stadt Pforzheim wehrte sich bereits 1601 gegen die Abberufung lutherischer Pfarrer.
Am 11. September 1601 wählten die Pforzheimer einen 13-köpfigen Ausschuss, der dem Markgrafen schrieb, dass man lieber sterben würde, als sich eine Religionsänderung gefallen zu lassen. Die Spannungen waren so groß, dass am 17. September auf ein grundloses Gerücht über eine bewaffnete Intervention des Markgrafen die Bürger von Pforzheim ihrerseits zu den Waffen griffen. Für Ernst Friedrich wurde damit aus einem Religionsdisput ein politischer Aufstand. Gleichwohl ließ er sich durch seine Räte von einer gewaltsamen Lösung des Konflikts abbringen, zumal sein streng lutherischer Bruder Georg Friedrich den Pforzheimern seine Unterstützung vor dem Reichskammergericht zugesagt hatte. Er ließ jedoch einen der Wortführer, den Juristen Peter Ebertz, verhaften. Ebertz wurde von den Bürgern befreit, floh über Württemberg nach Speyer, wo er auf Begehren des Markgrafen wieder verhaftet, aber durch das Reichskammergericht wieder befreit wurde. Pforzheim erhielt wieder lutherische Geistliche, aber der weitere Verlauf des schwelenden Konflikts bleibt unklar. Aus nicht nachgewiesenem Anlass zog Ernst Friedrich am 14. April 1604 mit einer Truppe aus Söldnern und Landwehr gegen die Stadt Pforzheim. Er erlitt jedoch während einer Rast bei der Burg Remchingen einen Schlaganfall und starb dort noch am selben Tag. Der Markgraf war bereits gesundheitlich angeschlagen und es wird angenommen, dass ihn die Nachricht über die Vorbereitungen militärischer Gegenwehr in Pforzheim so erregte, dass dies den Schlaganfall auslöste. Trotz seines Glaubenswechsels wurde er in der Pforzheimer Familiengruft in der lutherischen Schloss- und Stiftskirche St. Michael bestattet.

### Sonstiges
Ab 1588 ließ Markgraf Ernst Friedrich Schloss Gottesaue errichten.
1598 hob Ernst Friedrich das in der Grafschaft Eberstein gelegene Frauenkloster Frauenalb auf und übernahm zusammen mit dem Grafen von Eberstein die Administration der Klostergüter. Die beiden Schirmherren des Klosters zogen damit die Konsequenzen aus Kompetenzüberschreitungen der Äbtissin und aus sexuellen Entgleisungen. Politisch und wirtschaftlich kamen den beiden evangelischen Schirmherren die Verfehlungen natürlich entgegen und lieferten einen Vorwand für den Einzug der Güter und die Auflösung des Konvents.

## Schriften
- Kurze und einfältige .....Bekenntniß..... Schloss Staffort 1599  („Das Stafforter Buch“) (Digitalisat in der Google-Buchsuche)

### Historischer Roman
- Emil Strauß: Der nackte Mann. Verlag S. Fischer, Berlin 1919; archive.org

### Links zu Schauspiel und Literatur
- Textbuch des Schauspiels Pforzheim in Aufruhr, das den Konflikt Ernst Friedrichs mit Pforzheim behandelt (PDF; 408 kB)